# Byttneria aculeata
Byttneria aculeata es una especie de plantas con flores perteneciente a la familia Malvaceae.

## Descripción
Es un arbusto trepador que alcanza un tamaño de 1–3 m de alto, tallos huecos, con tricomas simples y aguijones recurvados. Hojas ovalado-lanceoladas, lanceoladas, anchamente ovadas, raramente hastadas, 7 (–12.5) cm de largo y 3 (–10) cm de ancho, enteras o crenadas cerca del ápice, subglabras o con tricomas simples dispersos principalmente sobre la nervadura, nectario 1. Las inflorescencias en cimas de 1–3 cm de largo, flores 4–6 mm de largo; lámina de los pétalos claviforme, purpúrea. Cápsula esferoidal o elipsoide, 4–11 mm de largo, cocos indehiscentes, con aculéolos apiñados de hasta 2 cm de largo, gruesos en la base; semilla ovoide, aguda o subaguda, 3–8 mm de largo y 2–4 mm de ancho, finamente tuberculada, café.

## Distribución y hábitat
Se encuentra desde México hasta Bolivia, y en Polinesia, presente en climas cálidos y semicálidos entre los 160 y los 1200 metros. Crece a orillas de arroyos o riachuelos, asociada a bosques tropicales caducifolios, subcaducifolios y perennifolios, además de matorral xerófilo.

## Propiedades
Esta especie se emplea en el Estado de Hidalgo para purificar la sangre, con este propósito se hace una cocción de la raíz y se administra oralmente.
En Quintana Roo se usa para curar afecciones cutáneas, enfermedades venéreas y diarrea, además se le utiliza como emenagogo.
Química
La única información química sobre esta planta indica la presencia de saponinas y taninos en la raíz.

## Taxonomía
Byttneria aculeata fue descrita por (Jacq.) Jacq. y publicado en Selectarum Stirpium Americanarum Historia ... 76–77. 1763.
Sinonimia
| - Asclepias armata Spreng. - Buettneria aculeata (Jacq.) Jacq. - Byttneria aculeata Lam. - Byttneria acuminata Willd. ex Schult. - Byttneria brevipes Benth. - Byttneria carthagenensis Jacq. - Byttneria carthagensis Jacq. - Byttneria guatemalensis Loes. - Byttneria lanceolata DC. - Byttneria lateralis J.Presl | - Byttneria oligacantha Merr. - Byttneria peruviana Turcz. - Byttneria reticaulis Cav. - Byttneria rubicaulis J.Presl - Byttneria sulcata Ruiz & Pav. - Byttneria tereticaulis Lam. - Byttneria tessmannii Mildbr. - Byttneria tiliifolia J.Presl - Chaetaea aculeata Jacq. - Chaetaea lanceolata (DC.) Rusby |

## Nombre común
- Zarza, rabo de iguana, zarzamora